# Phanaeus mexicanus
Phanaeus mexicanus là một loài bọ cánh cứng trong họ Bọ hung (Scarabaeidae).